# Endotelina 2
Endotelina 2, anche nota come EDN2, è sia il nome di un gene umano sia il corrispondente peptide, e costituisce una delle tre isoforme delle endoteline umane.

## Funzione
L'endotelina 2 appartiene alla famiglia delle endoteline, dei peptidi ad azione vasocostrittrice. La preproteina è processata ad una forma matura corta che funziona come ligando per i recettori delle endoteline che trasducono il segnale all'interno delle cellule bersaglio. Questo gene è coinvolto in diversi processi biologici, come l'ipertensione e l'ovulazione.